# Prințesa Pauline de Württemberg
Prințesa Pauline Friederike Marie de Württemberg, (germană Pauline Friederike Marie, Prinzessin von Württemberg; 25 februarie 1810 – 7 iulie 1856) a fost membră a Casei de Württemberg și prințesă de Württemberg prin naștere. Prin căsătoria cu Wilhelm, Duce de Nassau, ea a devenit membră a Casei de Nassau-Weilburg și ducesă consort de Nassau. Pauline este strămoașa acualei familii regale belgiene, daneze, olandeze, norvegiene, suedeze și luxemburgheze. 

## Căsătorie și copii
La 23 aprilie 1829, la Stuttgart, Pauline s-a căsătorit cu Wilhelm, Duce de Nassau, fiul cel mare al lui Frederic Wilhelm, Prinț de Nassau-Weilburg și a soției acestuia, Louise Isabelle de Kirchberg. Pauline și Wilhelm au avut patru copii:
- O fiică nebotezată (Biebrich, 27 aprilie 1830 - Biebrich, 28 aprilie 1830).
- Helene Wilhelmine Henriette Pauline Marianne de Nassau (Wiesbaden, 12 aprilie 1831 - Bad Pyrmont, 27 octombrie 1888), căsătorită la Wiesbaden la 26 septembrie 1853 cu George Victor, Prinț de Waldeck și Pyrmont; a avut copii
- Nikolaus Wilhelm de Nassau (20 septembrie 1832 – 17 septembrie 1905). Căsătorit morganatic cu Natalia Alexandrovna Pușkina, contesă de Merenberg. Ea era fiica poetului Alexandru Pușkin și a soției acestuia, Natalia Goncearova; a avut copii.
- Sophia Wilhelmine Marianne Henriette de Nassau (9 iulie 1836 – 30 decembrie 1913). Căsătorită cu regele Oscar al II-lea al Suediei. Actualele familii regale belgiene, daneze, norvegiene și suedeze descind din această căsătorie.